# She's Just Killing Me
She's Just Killing Me è un singolo del gruppo musicale statunitense ZZ Top, pubblicato nel 1996 ed estratto dall'album Rhythmeen.
La canzone è stata inserita nella colonna sonora del film dello stesso anno Dal tramonto all'alba.

## Tracce
- 7"

1. She's Just Killing Me (ZZ Top)
2. Dengue Woman (Jimmie Vaughan)

## Formazione
- Billy Gibbons – chitarra, voce
- Dusty Hill – basso, cori
- Frank Beard – batteria, cori